# Lucien Sebag
Pour les articles homonymes, voir Sebag.
Lucien Sebag (Tunis, 30 janvier 1933 - Paris, 9 janvier 1965) était un anthropologue marxiste et philosophe français, élève de Claude Lévi-Strauss.
Chargé de recherches au CNRS, il s'était fait connaître pour avoir tenté de concilier structuralisme et marxisme dans un ouvrage intitulé justement Marxisme et structuralisme (1964). De tempérament suicidaire, il était suivi par le psychanalyste Jacques Lacan. En 1965, il se donne la mort après être tombé amoureux fou de Judith, la fille de Lacan.

## Publications
- Marxisme et structuralisme, Paris, Payot, 1964 ; 1967.
- L'Invention du monde chez les Indiens Pueblos, introduction de Jacqueline Bolens, Paris, F. Maspero, 1971 (Posthume).
- Les Ayoré du Chaco septentrional. Étude critique à partir des notes de Lucien Sebag, par Carmen Bernand-Munoz, Paris - La Haye, Mouton, 1977.